# Veríssimo de Melo
Veríssimo Pinheiro de Melo (Natal, 9 de julho de 1921 — Natal, 18 de agosto de 1996) foi um advogado, juiz, antropólogo, professor de Etnografia do Brasil da Faculdade de Filosofia de Natal e de Antropologia Cultural da Universidade Federal do Rio Grande do Norte, além de jornalista brasileiro.

## Biografia
Concluiu o curso de bacharel em Ciências Jurídicas e Sociais pela Faculdade de Direito do Recife. Em 1989, depois de aposentado, Veríssimo de Melo dedicou-se, com mais afinco, aos estudos folclóricos e ao jornalismo. Foi, também, membro do Conselho Estadual de Cultura e da Academia Norte-Riograndense de Letras.

### Homenagens
A União Brasileira de Escritores concede o Prêmio Veríssimo de Melo.
Em 11 de novembro de 2007 foi realizado o Encontro Natalense de Escritores (ENE), naquele ano homenageando o folclorista Veríssimo de Melo, e contando com a presença de artistas como Zeca Baleiro e Tom Zé e dos escritores Luís Fernando Veríssimo, Moacyr Scliar, Zuenir Ventura e outros.

## Obras
Publicou, além de outros trabalhos, ensaios, artigos e participação em congressos e seminários folclóricos. Trabalhos publicados:
- Adivinhas (1948)
- Acalantos (1949)
- Parlendas (1949)
- Rondas Infantis Brasileiras, ed. Departamento de Cultura, São Paulo, 1953, 354 p.
- Jogos populares do Brasil (1956)
- Gestos populares (1960)
- Cantador de viola (1961)
- Ensaios de Antropologia Brasileira, ed. Imprensa Universitária, Natal, 1973, 172 p.
- O conto folclórico no Brasil (1976)
- Folclore brasileiro: Rio Grande do Norte (1978)
- Folclore infantil, ed. Itatiaia (1965)
- Tancredo Neves na literatura de cordel (1986)
- Medicina popular no mundo em transformação (1996).
- Natal Há 100 Anos Passados (estudo histórico, feito em 1972) - póstumo - ed. Sebo Vermelho, Natal, 2007.